# 유승찬 (가수)
유승찬(You-Seung-Chan, 1982년 12월 13일 ~ )은 대한민국의 가수이다.

## 생애
서울에서 태어나, 서강대학교 경영대학원을 졸업한 후, 유승찬은 2008년 '엄마가 뿔났다'의 주제곡 《그대를 사랑합니다》를 첫 데뷔하면서, 많은 관심을 갖고 있다. 그 후, 2009년 정규 1집 앨범인 《Pictures》로 데뷔를 활약했다.

## 작품

### OST
- 《행복한 여자》 OST - 사랑해서 사랑한다고... (2007년)
- 《엄마가 뿔났다》 OST - 그대를 사랑합니다 (2008년)
- 《천사의 유혹》 OST - 브로큰 하트(Broken Heart) (2009년)
- 《별도 달도 따줄게》 OST - 혹시 그대 나와 (2012년)
- 《아랑사또전》 OST - 신기루 (2012년)
- 《더 이상은 못 참아》 OST - 그대는 내 사랑 (2013년)
- 《빛나는 로맨스》 OST - 우리가 꿈꾸는 세상 (2014년)

### 앨범
- 《Pictures》 (2009년)
- 《How Are Yoo?》 (EP) (2009년)
- 《On The Road》 (2010년)